# 四月初七
四月初七，农历四月第七天。

## 大事记
- 永徽四年（653年）四月初七，林邑国诸葛地向唐朝朝贡。
- 上元二年（675年）四月初七，英王妃赵氏被皇后武则天废黜。
- 元治二年四月初七（1865年5月1日） 日本改元庆应。

## 出生
- 德川秀忠，天正七年四月初七日（1579年5月2日），德川家康次男，第二代江户幕府将军。

## 逝世
- 后柏原天皇，大永六年四月初七日（1526年5月18日），第104代天皇。
- 浅野长政，庆长十六年四月初七日（1611年5月19日），战国大名，五奉行之一。
- 八条宫智仁亲王，宽永六年四月初七（1629年5月29日），为日本江户时代前期的皇族，八条宫（桂宫）第1代，
- 清高宗乾隆三十五年，富察·傅恒。

## 参看
- 日历
- 四月初五 - 四月初六 - 四月初七 - 四月初八- 四月初九
- 三月初七 - 四月初七 - 五月初七
- 正月 - 二月 - 三月 - 四月 - 五月 - 六月 - 七月 - 八月 - 九月 - 十月 - 十一月 - 腊月